# Fábio Barreto
Fábio Barreto, nato Fábio Villela Barreto (Rio de Janeiro, 6 giugno 1957 – Rio de Janeiro, 20 novembre 2019), è stato un regista e attore brasiliano.

## Biografia
Era membro della famosa famiglia Barreto, includente il fratello Bruno, anche lui regista, nonché la madre Lucy e il padre Luiz Carlos, entrambi produttori di molte sue pellicole. 
Il lungometraggio O Quatrilho, da lui diretto e interpretato nel 1995, ebbe la nomination agli Oscar come "miglior film straniero". Due anni dopo il regista diresse Bela Donna - Tradimento fatale, coproduzione USA-Brasile con dialoghi in lingua inglese.
Nel dicembre 2009 Barreto riportò traumi su tutto il corpo in seguito a un incidente d'auto, finendo poi in coma. Da allora non riprese mai conoscenza fino al decesso, avvenuto il 20 novembre 2019 all'età di 62 anni. Era sposato con l'attrice Déborah Kalume dal 2003.

## Filmografia

### Regista
- A História de José e Maria (1977) - cortometraggio
- Mané Garrincha (1978) - cortometraggio
- Filmando 'Bye bye Brasil' (1979)
- Índia, a Filha do Sol (1982)
- O Rei do Rio (1985)
- Luzia Homem (1988)
- Lambada (1991)
- O Quatrilho - Il quadriglio (1995)
- Bela Donna - Tradimento fatale (1998)
- Você Decide (1998) - serie TV, 1 episodio
- A Paixão de Jacobina (2002)
- Nossa Senhora de Caravaggio (2006)
- Grupo Corpo 30 Anos - Uma Família Brasileira (2007)
- Donas de Casa Desesperadas (2007) - serie TV, 3 episodi
- Lula, o Filho do Brasil (2009)

### Aiuto regista
- Amor Bandido, regia di Bruno Barreto (1978)
- Bye Bye Brasil, regia di Carlos Diegues (1980)

### Attore
- Memórias do Cárcere, regia di Nelson Pereira dos Santos (1984)
- O Quatrilho - Il quadriglio, regia di Fábio Barreto (1995)
- For All: O Trampolim da Vitória, regia di Buza Ferraz e Luiz Carlos Lacerda (1997)
- Bela Donna - Tradimento fatale, regia di Fábio Barreto (1998)
- Oswaldo Cruz - O Médico do Brasil, cortometraggio, regia di Silvio Tendler (2003)
- Noel: Poeta da Vila, regia di Ricardo Van Steen (2006)

### Produttore
- O Beijo No Asfalto, regia di Bruno Barreto (1981)
- Sonhos e Desejos, regia di Marcelo Santiago (2006)
- O Homem Que Desafiou o Diabo, regia di Moacyr Góes (2007)

### Sceneggiatore
- A História de José e Maria, cortometraggio, regia di Fábio Barreto (1977)
- Índia, a Filha do Sol, regia di Fábio Barreto (1982)
- O Rei do Rio, regia di Fábio Barreto (1985)
- Luzia Homem, regia di Fábio Barreto (1988)
- Bela Donna - Tradimento fatale, regia di Fábio Barreto  (1998)